# Реабилитационный центр для зависимых
Реабилитационный центр для зависимых (также наркологический центр, или рехаб (сокр. от англ. rehabilitation), Наркологическая больница, наркодиспансер — согласно ГОСТу, это организация, занимающаяся физическим, психологическим, социальным и нравственно-духовным восстановлением людей (реабилитантов), страдающих психическими и поведенческими расстройствами, связанными с употреблением психоактивных веществ (наркотических веществ, психотропных средств, алкогольных напитков), а также различными формами нехимической зависимости (игромания, пищевая зависимость и т. д.).
Реабилитация, в зависимости от реабилитационной программы, может длиться от нескольких недель до 2 лет и более (чаще 6 мес.) Помимо работы с реабилитантами, специалисты реабилитационных центров оказывают консультативную помощь и их родственникам — принято считать, что родственники нарко- и алкозависимых страдают созависимостью и также нуждаются в помощи.
Некоторые реабилитационные центры для зависимых помогают своим реабилитантам в возвращении в социум и укреплении социальных связей (ресоциализация), а также в восстановлении приспособленности человека к конкретным условиям труда и быта (реадаптация).

## Процесс реабилитации
Процесс реабилитации в реабилитационном центре осуществляется в группе от 5 до 25 человек (обычно 10-12), которые на определенный период времени (обычно от 1 до 6 мес.) чаще не добровольно изолируются от внешнего мира (иногда для этого арендуется загородный дом) и под руководством специалистов (психологов, психотерапевтов, психиатров-наркологов, консультантов из числа реабилитантов с большим сроком трезвости, педагогов) посредством индивидуальных и групповых занятий постепенно отходят от зависимой модели жизни и возвращаются в полную трезвость. Таким образом, реабилитационный процесс — это долгосрочная психо- и социотерапия в терапевтической общине.
Препятствия на пути к лечению могут различаться в зависимости от географического местоположения, пола, расы, социально-экономического статуса, а также статуса прошлого или настоящего участия в системе уголовного правосудия лица, обращающегося за лечением.

## История возникновения реабилитационных центров
Психологическая поддержка пациентов начала оказываться в конце XVIII столетия. Прежде всего, подобное направление развивалось в Америке. Именно в США в начале XX столетия стали функционировать клиники, в которых использовались разнообразные меры для решения психологических проблем пациентов.
Научное определение понятию реабилитации впервые дал Ф. Намист в 1903 году. Ассоциация восстановительной терапии впервые появилась именно в этой стране в 1917 году. Специально обучать профессиональных врачей, которые занимаются реабилитацией, начали в этот же период. К окончанию Второй мировой войны за океаном 26 учебных заведений готовили специалистов, занятых в данной области.
Успехи реабилитации были признаны мировой общественностью. Это нашло отображение в появлении национальных реабилитационных программ, курируемых социально-экономическим советом ООН.
В конце XX столетия при лечебных центрах стали появляться реабилитационные службы, открываться отдельные палаты и отделения.

## 12 Шагов или Миннесотская модель - наиболее популярная программа реабилитационных центров
Изначально эта программа использовалась для лечения алкоголизма, но ввиду схожей психофизиологической механики возникновения зависимости - с успехом применяется по всему миру для лечения игровой, наркотической зависимости. В чем особенности, ключевые 12 принципов/шагов программы:
1. Признать неспособность самостоятельно справиться с зависимостью от психоактивных веществ.
2. Внутреннее понимание и согласие с получением медицинской помощи, осознание того, что следует исправить вред, нанесенный физическому и психологическому здоровью. Сильное желание завязать с употреблением веществ или алкоголя
3. Поиск внутренней мотивации, значимой для себя - с тем, чтобы избавиться от негативных личностных качеств
4. Работа с внутренним миром, психоанализ как личный, так и под наблюдением специалиста - с тем, чтобы выявить источник внутренних проблем, которые привели пациента к зависимости
5. Проработка с специалистом-наставником событий и внутренних травм, которые привели к текущей ситуации, требующей реабилитации
6. Подготовка к избавлению от негативных черт, саморазрушающего поведения
7. Обращение к источнику внутренней мотивации, им может служить Бог, желание порадовать близких, внутренняя сила воли - с убеждением избавиться от болезни. Подобная работа с психикой является источником внутренних изменений психики и началом пути к выздоровлению. Отказ от веществ или алкоголя.
8. Заполнение списка людей, которым зависимым, вольно или невольно, могли быть нанесены психологические травмы или обиды, внутренняя готовность исправить ошибки.
9. Постепенная социализация, компенсация(не обязательно материальная) людям, которые могли быть травмированы зависимой личностью.
10. Поддержание внутренних убеждений, психофизиологического состояния отказа от психоактивных веществ в течение жизни.
11. Проработка моральных ритуалов, для укрепления психоэмоционального состояния.
12. Общение внутри группы для позитивного подкрепления и передачи опыта другим реабилитируемым.

В реабилитационных центрах для реализации полноценной ремиссии по этому методу всегда есть штат квалифицированных медиков. Средний процент успешно прошедших реабилитационный центр по этой программе равен пятидесяти.

## Лечение созависимости в реабилитационных центрах
Зависимость — это комплексная болезнь, которой страдает не только больной, но и его родственники. По этой причине в реабилитационных центрах большое внимание уделяется работе с созависимыми. Чтобы обеспечить длительную ремиссию, необходимо, чтобы близкие также приняли участие в выздоровлении, изменили свои привычки в общении с зависимым. Этому их обучают на специальных тренингах и семинарах, которые устраиваются для созависимых.
В России реабилитационные центры критикуют за их выраженную религиозную направленность, поскольку первые центры открывались при активном участии протестантских общин; многие из них работают до сих пор. Существуют православные и мусульманские реабилитационные центры. В таких центрах значительное время уделяется изучению той или иной религии, с реабилитантами активно работают представители духовенства соответствующих деноминаций.
Также в некоторых реабилитационных центрах имели место случаи насилия и жестокого обращения с реабилитантами: пристегивание наручниками к кровати на время так называемого «карантина». В некоторых центрах практикуется принуждение к физическому труду и т. д.
Как правило, лечение в хорошем, частном центре стоит дорого в виду условий проживания пациента, работы профессионалов (нарколог, психолог, консультант по химической зависимости). Существуют также бесплатные центры, как правило это свинофермы, где можно жить и работать.

## В кинематографе
- О прохождении реабилитации снят фильм «28 дней» (2000).
- В фильме Воин (фильм, 2011) отец двух братьев излечился от алкоголизма с помощью программы «12 шагов».
- Главный герой фильма Боец (фильм, 2010) боксер, употребляющий крэк, прошел реабилитацию в тюрьме.

## Известные люди, проходившие реабилитацию
Многие рок-музыканты, певцы, актеры, спортсмены проходили реабилитацию. Например:
- Стив Кларк, гитарист британской рок-группы Def Leppard;
- Дэйв Мастейн, фронтмен американской трэш-метал-группы Megadeth;
- Eminem, американский рэп-исполнитель;
- Деми Ловато, американская поп-исполнительница;
- Роберт Дауни-младший, американский актёр;
- Бен Аффлек, американский актёр;
- Дрю Бэрримор, американская актриса;
- Деми Мур, американская актриса;
- Гуф, российский рэп-исполнитель;
- Джиган, российский рэп-исполнитель;
- Моргенштерн, российский рэп-исполнитель;
- Паша Техник, российский рэп-исполнитель;
- Глеб Викторов, фронтмен российской рок-группы «Три дня дождя»;
- МакSим, российская поп-исполнительница;
- Стас Пьеха, российский поп-исполнитель;
- Влад Топалов, российский поп-исполнитель.